# Maxixe
Maxixe è una città del Mozambico, situata nella Provincia di Inhambane, ha lo status di capitale dell'omonimo distretto e viene considerata la capitale economica della Provincia di Inhambane.
Situata all'interno della Baia di Inhambane, Maxixe mantiene un collegamento diretto con la capitale provinciale attraverso un servizio di trasporto via nave, mentre via terra si deve percorrere una strada che conta circa 60km. La città è attraversata dalla Strada Nazionale N°1, la quale collega la capitale con la parte centrale del Paese, e fornisce un collegamento diretto con l'intera rete stradale nazionale.

## Storia
Fino al 1963 è stata sede di un Posto Amministrativo di Homoine, riprendendosi in seguito il titolo di Sede di Circoscrizione.
Dal 2006 la città e sede dell'Università Pedagogica Sagrada Familia (UniSaF).